# Werk Tre Sassi

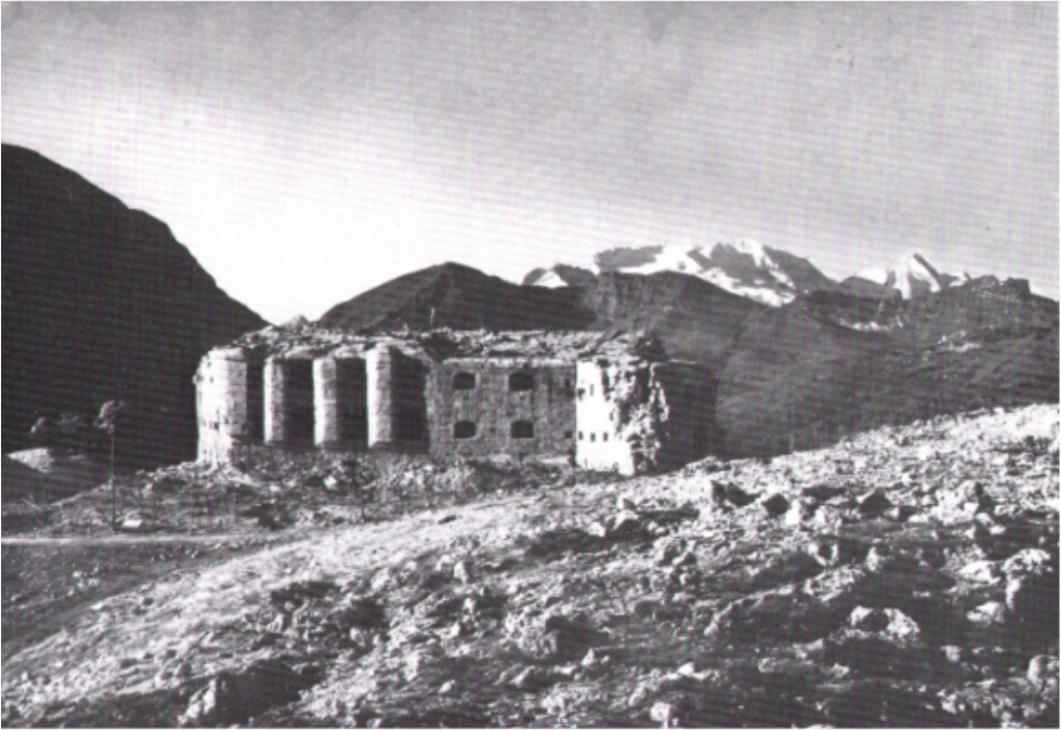
Tre Sassi, nach 1916. Im Hintergrund der Col di Lana und der Monte Sief, dahinter die Marmolata. Rechts im Schatten die Nordflanke des Hexenstein

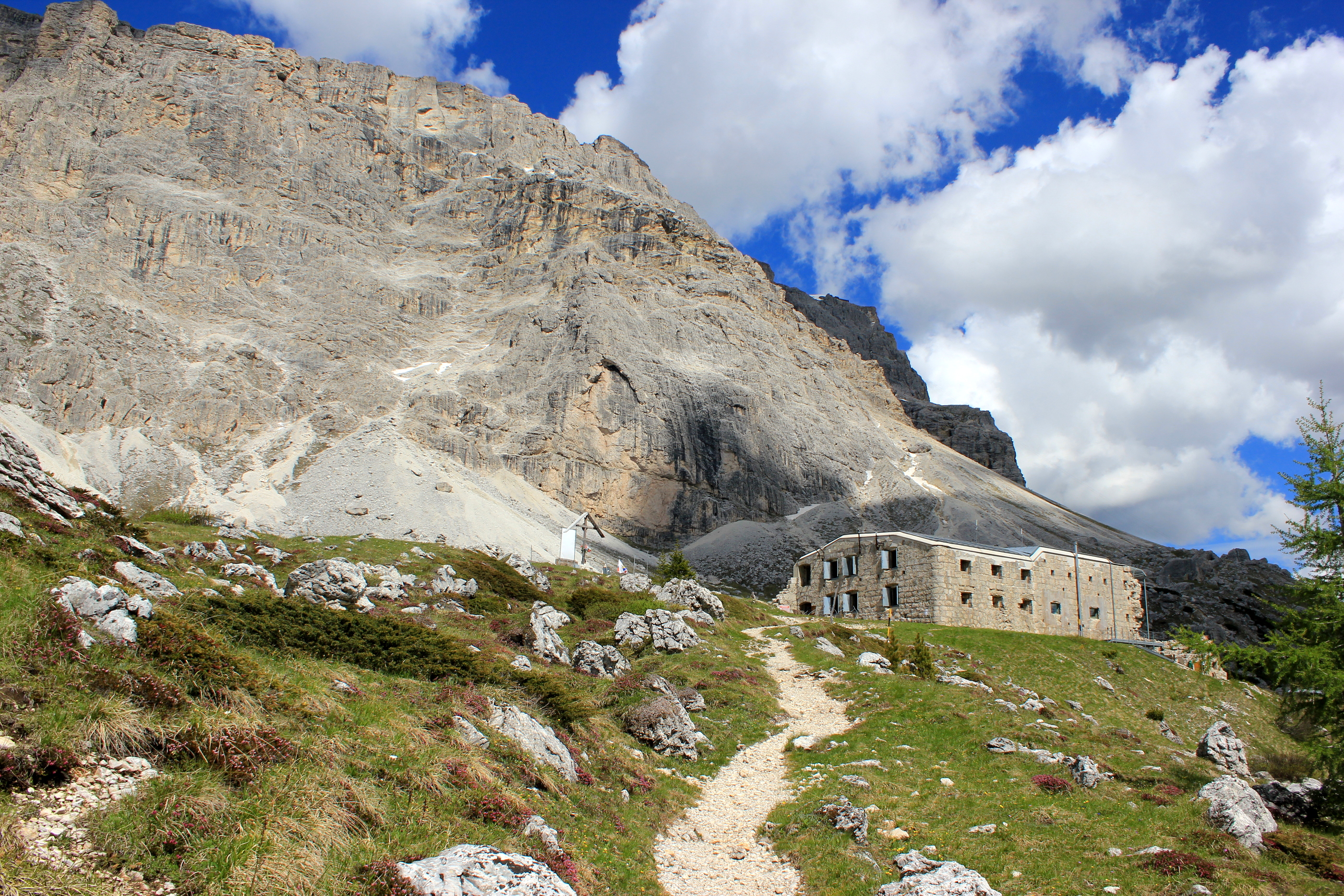
Tre Sassi, 2016

Das Festungswerk Tre Sassi (ursprünglich war die offizielle Bezeichnung Tra i Sassi ‚Zwischen den Steinen‘, woraus aus unbekannten Gründen irgendwann Tre Sassi ‚Drei Steine‘ wurde) ist Teil der österreich-ungarischen Sperrkette gegen das Königreich Italien.
Es liegt nahe der heutigen Provinzgrenze zwischen Südtirol und Belluno im Rayon V des Abwehrriegels nordöstlich des Col di Lana auf dem Valparolasattel zwischen dem Hexenstein (italienisch Sasso di Stria / ladinisch Sass de Stria) und dem Kleinen Lagazuoi (Piccolo Lagazuoi) und hatte die Aufgabe, das obere Abteital und in der Verlängerung das Pustertal gegen den Falzarego-Pass an der Ost-West-Verbindung von Cortina d’Ampezzo nach Arabba (Große Dolomitenstraße) abzusperren.
Die Besatzung bestand aus einem Offizier und 36 Mann.
Erbaut in den Jahren 1897–1900, war die Anlage, wie die meisten aus dieser Bauperiode, bei Kriegsbeginn bereits veraltet und hätte einem direkten Angriff nicht standhalten können.
Bei den Italienern sah man das jedoch etwas anders, und so wurde das Werk 1915 aus sicherer Entfernung mit schwerer Artillerie beschossen und in Trümmer gelegt (die Sperre galt nur als granatsicher bis zu einem Kaliber von 21 cm). Obwohl die Bewaffnung, bestehend aus zwei 8-cm-Minimalschartenkanonen M 98, zwei 6-cm-Minimalschartenkanonen M 98 sowie vier Maschinengewehren bereits rechtzeitig entfernt worden war, ließ man eine Restbesatzung zurück. Diese griff zu einem Täuschungsmanöver, um die Italiener von dem neuen Festungsausbau auf dem Hexenstein abzulenken: Sie ließ in der Nacht das Licht brennen, um Geschäftigkeit vorzutäuschen; das verwirrte die Italiener dermaßen, dass sie bis zum Schluss glaubten, das Werk besitze noch die volle Einsatzbereitschaft.
Diese Kriegslist wurde auch bei der Sperre La Corte mit Erfolg angewendet.
Inzwischen wurden Sanierungsmaßnahmen durchgeführt und in dem von der Straße am Valparolapass aus leicht zu erreichenden Werk ein Museum eingerichtet.